# 588 هـ
588 هـ هي سنة في التقويم الهجري امتدت مقابلةً في التقويم الميلادي بين سنتي 1192 و1193.

## أحداث
- 14 ذو الحجة: ملك النمسا ليوبولد الخامس يسجن ملك إنجلترا ريتشارد الأول وهو في طريقه إلى منزله في إنجلترا وذلك بعد توقيعه لمعاهدة مع صلاح الدين الأيوبي لإنهاء الحملة الصليبية الثالثة.

## مواليد
- ابن العديم
- منصور المستنصر بالله

## وفيات
- أبو المرهف النميري
- ابن شهرآشوب المازندراني